# Lijst van spelers van AS Cannes
Deze lijst omvat voetballers die bij de Franse voetbalclub AS Cannes spelen of gespeeld hebben. De spelers zijn alfabetisch gerangschikt.

## A
- Billy Aitken
- David Andréani
- Faneva Andriatsima
- Marc Andrieux
- Igor Angulo
- Bénito Antoni
- Ibrahim Aoudou
- Romain Armand
- Claude Arribas
- Aljoša Asanović
- Nordine Assami
- Komlan Assignon
- Dominique Aulanier
- William Ayache
- Thomas Ayasse

## B
- Gerard Bacconnier
- Jean Baeza
- Paul Bahoken
- Algassimou Baldé
- Bobo Baldé
- Tal Banin
- Charles Bardot
- Patrick Barul
- Eric Bauthéac
- Mathieu Béda
- Pascal Bedrossian
- David Bellion
- Bruno Bellone
- Djamel Belmadi
- Samir Beloufa
- Flavien Belson
- Mohamed Benhamou
- Gerard Bernardet
- Franck Berrier
- Alexis Bertin
- Jérémy Blayac
- Alen Bokšić
- Landry Bonnefoi
- Guillaume Boronad
- Freddy Bourgeois
- Anthony Braizat
- Hervé Bugnet
- Otto Bures

## C
- Christian Caminiti
- Patrice Carteron
- Jacques Casolari
- Bernard Casoni
- Mickael Cerielo
- Sébastien Chabaud
- Sébastien Chabbert
- Malek Cherrad
- Jean-Charles Cirilli
- Mickaël Citony
- Gaël Clichy
- Patrick Colleter
- Lilian Compan
- Maurice Cottenet
- Vincent Créhin
- Edouard Crut
- Antoine Cuissard

## D
- Fabien Debec
- Derek Decamps
- Christophe Delmotte
- Siramana Dembélé
- Lassina Diabaté
- Yvon Douis
- Pierre Dréossi
- Franck Durix
- Michel Dussuyer
- Raoul Dutheil

## E
- Cyril Eboki Poh
- Lee-Roy Echteld
- Johnny Ekström
- Albert Emon
- Leif Eriksson
- Rainer Ernst
- Julien Escudé
- Vincent Esteve
- Jean-Jacques Etamé

## F
- Josif Fabian
- Nicolas Farina
- Julien Faubert
- Jean Fernandez
- Luis Fernández
- Patrice Ferri
- Romain Ferrier
- Yannick Fischer
- Michel Flos
- Youssouf Fofana
- Gérald Forschelet
- Frédéric Fouret
- Georges Franceschetti
- Didier Frenay
- Sébastien Frey

## G
- Michel Gafour
- Jean-Louis Garcia
- Thierry Gathuessi
- Jérémy Gavanon
- Baptiste Gentili
- Rudy Gestede
- Kamel Ghilas
- Arthur Gnohere
- Wilfried Gohel
- Marco Grassi
- Sébastien Gregori
- Sébastien Grimaldi
- David Grondin
- Thierry Gudimard
- Jean-Marc Guillou

## H
- Brahim Hemdani
- Laurent Henric
- Jérôme Hiaumet
- Kwami Hodouto
- Emmanuel Hutteau

## J
- Ludovic Jeannel
- David Jemmali
- Brian Jensen
- Killien Jungen

## K
- Foued Kadir
- Abdellah Kharbouchi
- Sofian Kheyari
- Walter Kogler
- Jan Koller
- Adick Koot
- Malik Korodowou
- Ardian Kozniku
- Ruud Krol
- Antoine Kuszowski

## L
- Jean-Michel Lachot
- Félix Lacuesta
- Robert Langers
- Ted Lavie
- Jérôme Le Moigne
- Fabien Leclerc
- Francois Lemasson
- Stéphane Leoni
- Benoit Leroy
- Laurent Leroy
- Marc Libbra
- Jacques Lopez
- Antony Lopez Peralta
- Anthony Losilla
- Charly Loubet
- Cyriaque Louvion
- Peter Luccin

## M
- Jérémy de Magalhaes
- Louis de Mareville
- David M'Bodji
- Pape M'Bow
- Laurent Macquet
- Michaël Madar
- Josef Madlmayer
- Robert Malm
- Goran Maric
- Jean-Christophe Marquet
- Mickaël Marsiglia
- Paul Martinelli
- Antoine Martinez
- Gábor Márton
- François Masson
- Rudy Mater
- Mathieu Maton
- Carmelo Micciche
- Johan Micoud
- Albert Milambo-Mutamba
- Marcel Miquel
- Marko Mlinarić
- Alain Moizan
- Gerard Moresco
- Cedric Mouret

## N
- Sylvain N'Diaye
- Norbert Nachtweih
- Andre Nagy
- Hamed Namouchi
- Didier Neumann
- Wilfried Niflore

## O
- François Omam-Biyik
- Camille Oponga
- Sissi Ouattara
- Kamal Ouejdide

## P
- Jean-Daniel Padovani
- José Padrón
- Laurent de Palmas
- Kevin Pariente
- Steven Paulle
- Gilbert Piasco
- Philippe Piat
- Thomas Pinault
- Vincent Planté
- Pierre Pleimelding
- Jan Poortvliet
- Mickaël Poté
- Vlastimil Preis
- Walter Presch
- Boro Primorac
- Jure Primorac

## R
- Nicolas Rabuel
- Fabien Raddas
- Gilles Rampillion
- Philippe Raschke
- Thomas Régnier
- Fabrice Reuperne
- Patrick Revelli
- Franck Rizzetto
- Laurent Robuschi
- Romain Rocchi
- Michel Rodriguez
- Marc Ropero

## S
- Jacques Salze
- Daniel Sanchez
- Stéphane Santini
- Boubacar Sarr
- Jean-Luc Sassus
- Dusan Savić
- Anthony Scaramozzino
- Elek Schwartz
- Yao Senaya
- Rene Sergent
- Henri Sierra
- Orlando Silvestri
- Amara Simba
- Gianluca Sordo
- Yannick Stopyra
- David Suarez
- Pierre Syther

## T
- Frederic Tatarian
- Bill Tchato
- Milan Thomas
- Teitur Thórdarson
- Nikolai Todorov
- Venn Toure
- Habibou Traoré

## V
- Gerald Vanenburg
- Jean-Luc Vannucchi
- Patrick Vieira
- Stephan Vincent
- Paulin Voavy
- Zlatko Vujović
- Zoran Vujović

## W
- Grégory Wimbée

## Y
- Ahmed Yahiaoui
- Abdoulaye Yansanne

## Z
- Chaher Zarour
- Jonathan Zebina
- Zinédine Zidane
- Mustapha Zitouni